# دانیا اسپائوا
دانیا مدیکیزی اسپائوا (به قزاقی: Дания Мәдиқызы Еспаева) (زادهٔ ۵ مارس ۱۹۶۱ -) سیاستمدار قزاقستان و نایب رئیس مجلس جمهوری قزاقستان است. دوره نمایندگی و حضور او در پارلمان قزاقستان از ۲۴ مارس ۲۰۱۶ شروع شد. اسپائوا با اعلان نامزدی در انتخابات ریاست جمهوری ۲۰۱۹ اولین زنی بود که در تاریخ این کشو وارد مبارزات ریاست جمهوری شد. 

## زندگی‌نامه
اسپیوا در ۵ مارس ۱۹۶۱ در روستای جیسان در منطقه مارتوک در منطقه آکتوبه به دنیا آمد. وی پس از پایان دوره متوسطه وارد دانشگاه شده و در سال ۱۹۸۲، با درجه ممتاز از دانشکده مالی و حسابداری دانشگاه آلماتی فارغ‌التحصیل شد. او ادامه تحصیلاتش را در آکادمی دولتی مدیریت قزاقستان با گروه اقتصاد در سال ۱۹۹۳به پایان برد.

## فعالیتهای اداری
- سال ۱۹۸۲ تا ۱۹۸۶، او اقتصاددان در بخش وام دهی بخش منطقه ای آکتوبه بانک دولتی اتحاد جماهیر شوروی بود.
- سال ۱۹۸۶ تا ۱۹۸۷، او اقتصاددان ارشد بخش وام دهی بخش منطقه ای آکتوبه بانک دولتی اتحاد جماهیر شوروی بود.
- سال ۱۹۸۸ تا ۱۹۹۱، او اقتصاددان ارشد بخش گردش پول بخش منطقه ای Promstroibank بود.
- سال ۱۹۹۲ تا ۱۹۹۵، وی حسابدار ارشد شعبه Aktobe Turan SO و معاون مدیر شعبه Aktobe Turan SO بود.
- سال ۱۹۹۵ تا ۱۹۹۷، او متخصص ارشد، معاون رئیس، سرپرست بخش وام دهی بخش منطقه ای آکتوبه بانک عالم قزاقستان بود.
- سال ۱۹۹۸ تا ۲۰۰۵، وی معاون مدیر تجارت شرکتی در BTA Bank JSC بود.
- سال ۲۰۰۶ تا ۲۰۱۴، او مدیر شعبه Aktobe بانک BTA JSC بود.
- نوامبر ۲۰۱۴ تا مارس ۲۰۱۶، او مدیر شعبه Aktobe Kazkommertsbank JSC بود.

## فعالیت‌های سیاسی
وی همچنین در فعالیت‌های اجتماعی و سیاسی نیر حاضر بود. ابتدا از سال ۲۰۰۸ تا ۲۰۱۶، به عنوان یکی از اعضای شورای منطقه ای آکتوبه، در کمیسیون خانواده و زنان فعالیت کرد. سپس از ۲۴ مارس ۲۰۱۶، او عضو پارلمان از طرف آک ژول شده و در کمیته مالی و بودجه حضور داشت.
اسپیوا از زمان حضورش در مجلس یعنی ۲۴ مارس ۲۰۱۶ تا کنون، معاون مجلس جمهوری قزاقستان و عضو حزب دموکراتیک آک ژول و عضو کمیته مالی و بودجه مجلس جمهوری قزاقستان بوده است.

## انتخابات ریاست جمهوری۲۰۱۹
پس از برگزاری کنگره فوق‌العاده پانزدهم حزب آک ژول در شهر نورسلطان در ۲۴ آوریل ۲۰۱۹، در نتیجه رای‌گیری نمایندگان عضو حزب، مقرر شد که در انتخابات ریاست جمهوری آینده از حزب آک ژول، اولین نامزد زن دانیا اسپائوا درانتخابات شرکت کند.
در انتخابات زودهنگام ریاست جمهوری ۲۰۱۹ قزاقستان که پس از کناره‌گیری نورسلطان نظربایف رخ داد، حزب آک ژول دو نامزد بالقوه را اعلام کرد که تالگات ارغالیف و دانیا اسپاوا ازاین افراد بودند. در ادامه پرواشف از مشارکت در انتخابات انصراف داده و در در پانزدهمین کنگره فوق‌العاده در ۲۴ آوریل ۲۰۱۹، اسپیوا نظر مساعد ۴۹٫۵ درصد از آرای افراد حزبی را به دست آورد. سپس در هیئت رئیسه حزب آک ژول تصمیم گرفته شد که رای‌گیری بدون دور دوم برگزار شود که منجر به کسب ۱۷۰ رای در برابر با ۱۵ رای مخالف برای نامزدی اسپائوا شد و بدین ترتیب دانیا اسپائوا به اولین زن در تاریخ قزاقستان تبدیل شد که برای ریاست جمهوری نامزد شده است.او متعاقب این امر در ۴ مه ۲۰۱۹ در این انتخابات ثبت نام کرد.
وی با توجه به ساختار انتخاباتی قزاقستان در مرحله اول  118,140 امضا را برای نامزدی جمع آوری کرده و زبان در 26 آوریل 2019 در امتحان مربوط به تسلط بر طبان قزاقی شرکت کرد. وی در این امتحان سه مرحله ای در گام نخست یک مکتوب به زبان قزاقی نوشت، سپس به این زبان شعر خوانده و در مرحله بعد به مدت 15 دقیقه در مورد جامعه و دموکراسی صحبت کرد. در پایان این جلسه کمیسیون زبانشناسی رای داد که وی به زبان قزاقی تسلط کافی دارد و منعی از بابت حضورش در انتخابات نیست. بر اساس

### نتیجه انتخابات ۲۰۱۹
وی توانست در این انتخابات ۴۶۵٬۷۱۴ برابر با ۵٫۰۵ درصد کل آرا را کسب کرده و در رتبه سوم قرار بگیرد. در این انتخابات قاسم جومارت توقایف از حزب نور اوتان با کسب ۷۰ درصد آرا اول و امیرجان کوزانف از حزب اولت تغدیری با کسب ۱۶٫۲۳ درصد ارا دوم شدند.
| نامزد                        | نامزد                        | حزب                          | آرا        | ٪     |
| ---------------------------- | ---------------------------- | ---------------------------- | ---------- | ----- |
|                              | قاسم جومرد توقایف            | حزب امانت                    | ۶٬۵۳۹٬۷۱۵  | ۷۰٫۹۶ |
|                              | امیرجان کوزانف               | اولت تغدیری                  | ۱٬۴۹۵٬۴۰۱  | ۱۶٫۲۳ |
|                              | دانیا اسپائوا                | آک ژول                       | ۴۶۵٬۷۱۴    | ۵٫۰۵  |
|                              | تولئوتی رحیم‌بیگوف            | ائویل                        | ۲۸۰٬۴۵۱    | ۳٫۰۴  |
|                              | امان‌گلدی تسبیحوف             | فدراسیون اتحادیه‌های کارگری   | ۱۸۲٬۸۹۸    | ۱٫۹۸  |
|                              | جمیل احمدبیگوف               | حزب کمونیست خلق              | ۱۶۷٬۸۴۹    | ۱٫۸۲  |
|                              | صادق‌بیگ توگل                 | اولی دالان قیرانداری         | ۸۴٬۵۸۲     | ۰٫۹۲  |
| آرای باطله/سفید              | آرای باطله/سفید              | آرای باطله/سفید              | ۵۷٬۵۰۰     | –     |
| مجموع                        | مجموع                        | مجموع                        | ۹٬۲۷۴٬۱۱۰  | ۱۰۰   |
| رای‌دهندگان ثبت‌نام‌کرده/مشارکت | رای‌دهندگان ثبت‌نام‌کرده/مشارکت | رای‌دهندگان ثبت‌نام‌کرده/مشارکت | ۱۱٬۹۶۰٬۳۶۴ | ۷۷٫۵۴ |
| منبع: CEC                    |                              |                              |            |       |

## جوایز
- ۲۰۲۰ - نشان پاراسات[۲۰]
- ۲۰۱۱ - نشان کورمت - برای مشارکت فعال در زندگی اجتماعی-سیاسی منطقه و شایستگی در توسعه اقتصاد منطقه[۲۱][۲۲]
- ۲۰۱۱ - مدال "۲۰ سال استقلال جمهوری قزاقستان
- ۲۰۱۶ - مدال "۲۵ سال استقلال جمهوری قزاقستان
- ۲۰۲۱ - مدال "۳۰ سال استقلال جمهوری قزاقستان

## زندگی خصوصی
اسپائوا متأهل و دارای دو پسر و دو نوه است.